# Adventures in Babysitting (2016)
Adventures in Babysitting (Babysitters em Apuros (título em Portugal) ou Uma Aventura de Babás (título no Brasil)) é um filme original do Disney Channel, protagonizado por Sabrina Carpenter e Sofia Carson. É um remake do filme de mesmo nome lançado em 1987, produzido pela Touchstone Pictures (empresa pertencente a Disney).  Esse é o 100º filme original do Disney Channel.
A estreia no Brasil foi em 10 de julho de 2016 no "Maravilhoso Mundo de Disney." Em Portugal estreou dia 10 de setembro.

## Enredo
Jenny Parker e Lola Pérez são duas adolescentes com personalidades opostas, mas com a mesma paixão pela fotografia. As duas se encontram em uma entrevista, quando são finalistas de um estágio de fotografia de prestígio e acidentalmente trocam de celular. Helen Anderson liga para o telefone de Jenny, implorando por uma babá de última hora e Lola está prestes a explicar o erro, mas decide aceitar o emprego quando recebe uma multa. Lola usa o nome de Jenny para conseguir ser babá dos Andersons enquanto Jenny fica babá dos Cooper cujos pais foram em uma premiação na cidade. Quando Trey Anderson foge de casa para ir a um show na cidade grande, as duas embarcarão em uma grande aventura com as crianças pela cidade para resgatá-lo.[carece de fontes?]

## Personagens
- Jenny Parker (Sabrina Carpenter): É dedicada, certinha e responsável. Jenny possui um jeito muito perfeccionista e por isso chega ser um pouco negativa e travada.
- Lola Perez (Sofia Carson): Lola é ousada, de espírito livre e distraída. Engraçada e desligada, isso á torna irresponsável. É apaixonada por fotografia e arte.
- Trey Anderson (Max Gecowets): É o irmão mais velho de 14 anos de AJ e Bobby, e o responsável por toda a confusão, fugiu para cidade grande para ir num show de Rock. No final do filme começou a gostar de Emily.
- Bobby Anderson (Jet Jurgensmeyer): Irmão de Trey e AJ.  É inteligente, exigente e inovador. Ele tem paixão por culinária, procura o ingrediente perfeito e sonha em ser um enorme Chef de cozinha.
- AJ Anderson (Madison Horcher): Irmã de Trey e Bobby. É ótima em patinar e ama Roller, por isso nesta aventura ela embarca com seus adorados patins. Ela parece ser bastante inquieta.
- Emily Cooper (Nikki Hahn): Irmã mais velha de Katy e tem 13 anos. É muito bonita,rebelde, tingiu o cabelo de verde e fez tatuagem falsa. No final, ela e Trey demonstram gostar um do outro. Tem mais afinidade com Lola.
- Katy Cooper (Mallory James Mahoney): Katy tem 7 aninhos e é irmã caçula de Emily. É muito vaidosa, importa-se com sua aparência, adora se maquiar, joias, diamantes e estar impecável.

## Produção
Tiffany Paulsen escreveu o roteiro anos atrás para a Disney, e o projeto acabou sendo engavetado, só em 9 de janeiro de 2015, a Disney anunciou que o remake iria acontecer, e também que as atrizes Sabrina Carpenter e Sofia Carson seriam as protagonistas. A atriz Raven-Symoné iria estrelar o remake, mas decidiu se retirar por ter se comprometido a outros projetos.
As refilmagens começaram em 2 de março de 2015 em Vancouver, Colúmbia Britânica, e acabaram em 18 de abril de 2015.

## Lançamento
O primeiro teaser foi lançado em 9 de outubro de 2015 durante a estreia do filme A Irmã Invisível no Disney Channel. O primeiro trailer oficial foi lançado em 12 de fevereiro de 2016 durante um episódio de Girl Meets World.

Cerca de um mês antes de sua exibição como o 100º filme original do Disney Channel, o canal decidiu exibir todos os filmes anteriores. A maratona começou com 51 filmes (os mais populares) durante o longo fim de semana do Memorial Day. Os outros 48 filmes que não participaram dessa maratona foram ao ar em junho" O filme estreou nos Estados Unidos e no Canadá em 24 de junho de 2016, junto com a estreia da série Bizaardvark, que ocorreu após o filme. A estreia do filme atraiu 3,45 milhões de telespectadores.